# Bimatrix

Beispiel einer Bimatrix im Kopf oder Zahl-Spiel

In der Spieltheorie wird als Bimatrix die matrizielle Darstellung eines  Zweipersonenspiels in Normalform bezeichnet. Der Name „Bimatrix“ rührt daher, dass Spiele in Normalform durch zwei Matrizen beschrieben werden können – Matrix {\displaystyle A}, die die Auszahlungen des Spielers 1 beschreibt, und Matrix {\displaystyle B}, die die Auszahlungen des Spielers 2 beschreibt.
Spieler 1 wird oft als „Zeilenspieler“ und Spieler 2 oft als „Spaltenspieler“ bezeichnet.

## Allgemeine Darstellung
| {\displaystyle A} | {\displaystyle a} |

| {\displaystyle C} | {\displaystyle b} |

| {\displaystyle B} | {\displaystyle c} |

| {\displaystyle D} | {\displaystyle d} |

Für dieses Zweipersonenspiel gilt, dass es symmetrisch ist, wenn {\displaystyle a=A,b=B,c=C,d=D}. Somit lässt sich die Bimatrix wie folgt darstellen:
| {\displaystyle A} | {\displaystyle A} |

| {\displaystyle C} | {\displaystyle B} |

| {\displaystyle B} | {\displaystyle C} |

| {\displaystyle D} | {\displaystyle D} |

Falls in diesem Spiel {\displaystyle B>A>D>C} gilt, dann handelt es sich um ein Gefangenendilemma.

## Auszahlungsdominanz
Wenn der Fall eintritt, dass {\displaystyle A=D} gilt, dann besteht eine Gefahr der Fehlkoordination, da es nicht mehr möglich ist, die Gleichgewichte bezüglich ihrer Auszahlungen zu unterscheiden. Wenn aber gilt, dass {\displaystyle A<D} ist, dann ist das Nash-Gleichgewicht {\displaystyle (x_{2},y_{2})} auszahlungsdominant. Rational handelnde Spieler 1 und 2 wählen somit die Strategien {\displaystyle x_{2}} und {\displaystyle y_{2}}.

## Risikodominanz
Das Konzept der Risikodominanz wird herangezogen, wenn die Lösung eines Spieles nicht eindeutig erscheint aus dem Grund, dass es kein eindeutiges Gleichgewicht gibt. Dieses Problem versucht man mit der Hilfe verschiedener Möglichkeiten zu lösen. Eine ist die Risikodominanz, bei der untersucht wird, welches Gleichgewicht am wenigsten risikobehaftet (risikodominant) ist. In der oben genannten symmetrischen Bimatrix liegt bei der Strategiekombination {\displaystyle (x_{2},y_{1})} Risikodominanz vor, wenn:
{\displaystyle B+D\geqslant A+C}
Dies ist das sogenannte Harsanyi-Selten-Kriterium; es leitet sich aus der Bedingung für Risikodominanz ab ({\displaystyle (B-A)^{2}\geqslant (C-D)^{2}}).

## Koordinationsspiele
In der Spieltheorie bezeichnet man ein Spiel, bei dem im Gegensatz zu vielen strategischen Situationen nicht der Konflikt im Mittelpunkt steht, sondern die Akteure durch Koordination ihres Verhaltens die höchsten Auszahlungen erzielen können, als Koordinationsspiel.
Konstruktion: Ein Koordinationsspiel entsteht bei der oben genannten symmetrischen Bimatrix, wenn für Spieler 1 gilt:
{\displaystyle A>B} und {\displaystyle D>C}
und für Spieler 2 gilt:
{\displaystyle a>b} und {\displaystyle d>c}
Daraus folgt, dass (Oben,Links) und (Unten, Rechts) die zwei Nash-Gleichgewichte in reinen Strategien sind.

## Anti-Koordinationsspiele
Ein Spiel ist genau dann ein Antikoordinationsspiel, wenn {\displaystyle B>A} und {\displaystyle C>D} für Spieler 1 und {\displaystyle b>a} und {\displaystyle c>d} für Spieler 2. Aufgrund dieser Restriktionen an die Auszahlungen sind (Unten, Links) und (Oben,Rechts) die beiden reinen Nash-Gleichgewichte. Außerdem muss {\displaystyle A>C} sein, damit ein Wechsel von  (oben, links) zu (oben,rechts) die Auszahlung von Spieler 2 erhöht, aber die von Spieler 1 verringert, wodurch der Konflikt entsteht.